# باولا ليما
باولا ليما (بالبرتغالية: Paula Lima‏) هي مغنية برازيلية، ولدت في 10 أكتوبر 1970 في ساو باولو في البرازيل.

## وصلات خارجية
- الموقع الرسمي
- باولا ليما على موقع ميوزك برينز (الإنجليزية)
- باولا ليما على موقع ديسكوغز (الإنجليزية)